# Ніко Лапунов
Ніко Лапунов (8 березня 1981 — 4 червня 2024, м. Полтава, Україна) — український актор, театральний режисер, художник, модельєр, сценограф. Головний режисер Полтавського академічного обласного театру ляльок (2019–2024).

## Життєпис
Народився 8 березня 1981 року на Дніпропетровщині.
Акторську освіту здобув у Дніпропетровському театрально-художньому коледжі – спеціальність «актор театру ляльок» отримав 2006 року (майстерня Олександра Інюточкіна). Режисуру вивчав у Харківському національному університеті мистецтв. Працював артистом Херсонського музично-драматичного театру (відгукнувся на пропозицію зіграти роль Ромео), Маріупольського муніципального театру ляльок, артистом драми Криворізького музично-драматичного театру. На посаді артиста драми, художника й режисера працював у Кримському академічному українському музичному театрі. Викладав акторську майстерність та режисуру у Кримському університеті мистецтв і туризму, працював у дитячій студії «Синій птах» при театрі ляльок. Керував сімферопольським арт-центром «Карман».
У Симферополі прожив 13 років, який залишив через анексію Криму Росією 2014-го року. Спершу до Миколаєва, де завідував літературно-драматургічною частиною Миколаївського академічного українського театру драми і музичної комедії та головним режисером та головним художником Миколаївського обласного академічного театру ляльок. У Києві заснував «Nico Lapunov Studio», займався школою вишивки. З 2019-го жив та працював у Полтаві на посаді головного режисера Полтавського академічного обласного театру ляльок. Як режисер поставив у театрі шість робіт, однією з останніх з яких став «Великий льох» за мотивами однойменної поеми-містерії Тараса Шевченка. Вільний час приділяв створенню ляльок та вишивці. Працював зі створення колекції одягу (показ якої відбувся у Барселоні), вишивку сценічного костюму Віри Брежнєвої тощо.
Є автором вишитого анімаційного триптиха «Д я? Молитва. Моя Україна», який 2016 року присвятив Олегу Сенцову та іншим політв’язням з України, яких в заручниках тримає Росія. Перший з мультфільмів присвячено болю й тузі за рідною домівкою та півостровом; друга серія – «Вишита молитва» – біль за загиблими воїнами АТО; й третя анімаційна робота – «Моя Україна» – про надію на краще – квітуча Україна, яку маємо створити своїми руками. За сподіванням автора, «Україна розквітне своїми барвами, квітами, але для цього треба працювати».
Режисерська робота «А хай то качка копне», яку поставив на сцені Тернопільського академічного обласного театру актора і ляльки 2021 року стала лауреатом IV Всеукраїнського театрального фестивалю-премії «GRA» у номінації «Найкраща вистава для дітей».
З перших днів повномасштабної війни доєднався до 116-ї бригади ТрО – був кухарем, готував бійцям їжу.
В кінці травня 2024 року був госпіталізований. Через соціальні мережі повідомив про проблеми із мовленням. Діагноз встановлено не було – медики боролися із запаленням та набряком у його мозку. 18 травня 2024 року зіграв у відновленій виставі «Великий Льох». Помер вночі 4 червня 2024 року.
Прощання відбулося 7 червня у Полтавському театрі ляльок. Похований у м. Верхівцеве (Кам'янський район Дніпропетровської області), де проживають його батьки.

## Театр

### Акторські роботи
Херсонський обласний академічний музично-драматичний театр імені Миколи Куліша
- 2015 — «Ромео & Джульєтта» за п'єсою «Ромео і Джульєтта» Вільяма Шекспіра; реж. Сергій Павлюк — Ромео[3]

### Режисерські роботи
- «Русалонька» за мотивами однойменної казки Ганса Крістіана Андерсена[3]

Кримський академічний український музичний театр
- 2004 — «Парфюмер» за романом «Парфуми» Патріка Зюскінда

Миколаївський академічний український театр драми і музичної комедії
- 2010 — мюзікл «МоцArt» Ніко Лапунова
- мюзікл «Шерлок к пір'ї та доктор Га-гатсон»

Арт-центр «Карман» (м. Сімферополь)
- 2012 — «Медея»

Дельфінарій «Легенда» (м. Коктебель)
- Нічне шоу у дельфінарії «Легенда»

Миколаївський обласний театр ляльок
- «Фігаро»
- «Чарівні сни»

Полтавський академічний обласний театр ляльок
- 2019, 23 листопада — «Крабат – учень чаклуна» за Отфрід Пройслером
- 2019, 19 грудня — «Зимові пригоди крукоруків»
- 2020, 4 грудня — «Полохливий кролик»
- 2020, 11 грудня — «Леді в лавандовому» Ніко Лапунова за мотивами оповідання Вільяма Джона Локка[en][15][16][17]
- 2021, 24 серпня — «Великий льох» за однойменною поемою-містерією Тараса Шевченка[18][19]
- 2021, 17 грудня — «Північне сяйво»[20]

Тернопільський академічний обласний театр актора і ляльки
- 2020, 29 грудня — «А хай то качка копне» Марти Ґушньовської
- 2022, 6 лютого — «Мауглі» Ніко Лапунова за «Книгою джунглів» Редьярда Кіплінга[21]

### Художні роботи
Російський театр  (м. Уфа)
- 2012 — «Снігова королева» — сценографія та костюми

Кримський академічний український музичний театр
- 2004 — «Парфюмер» за романом «Парфуми» Патріка Зюскінда; реж. Ніко Лапунов — сценографія та костюми
- «Веселий роджер» — сценографія та костюми
- «Пер Гюнт» — сценографія та костюми
- балет «Тщетная предосторожность»; балетм. С. Биков — сценографія та костюми

Арт-центр «Карман» (м. Сімферополь)
- 2012 — «Медея» — сценографія та костюми

Дельфінарій «Легенда» (м. Коктебель)
- Нічне шоу у дельфінарії «Легенда» — костюми

Миколаївський академічний український театр драми і музичної комедії
- 2010 — мюзікл «МоцArt» — сценографія та костюми
- «Новий рік та космічні пірати» — сценографія та костюми
- мюзікл «Шерлок к пір'ї та доктор Га-гатсон» — сценографія та костюми

Миколаївський обласний театр ляльок
- «Фігаро» — сценографія, костюми та ляльки
- «Чарівні сни» — костюми